# Tapauá
Tapauá, amtlich Município de Tapauá, ist eine brasilianische Gemeinde im Bundesstaat Amazonas. Sie gehört zur Nordregion Brasiliens, der namensgebende Hauptort liegt rechtsseitig der Mündung des Rio Ipixuna in den Rio Purus. Mit 16.876 Einwohnern (geschätzt 2021) steht die Gemeinde an 34. Stelle  und flächenmäßig mit rund 84.946 km² (2019) an dritter Stelle der 62 Munizips in Amazonas und an fünfter Stelle in Brasilien. Sie hat nur eine extrem niedrige Bevölkerungsdichte und besteht zum größten Teil aus Urwald. Die Entfernung zur Hauptstadt Manaus beträgt als Luftlinie 445 km, erreichbar ist der Ort auf dem Wasserweg, er ist nicht über Straßen erreichbar.
Auf dem Gebiet dieser Gemeinde befinden sich mehrere Naturschutzgebiete und indigene Territorien.

## Geographie
Umliegende Gemeinden (Munizips) sind im Westen Carauari und Itamarati, im Norden Tefé und Coari, im Osten Humaitá und Manicoré, im Nordosten Beruri und Anori und im Süden Lábrea und Pauini.

## Geschichte
Das Gemeindegebiet bildete seit 1. Dezember 1938 den Distrito de Boca do Tapauá und unterstand dem Munizip Canutama. Am 12. Dezember 1955 wurde er umbenannt in  Tapauá, erhielt die Stadtrechte und wurde aus dem nun südlich gelegenen Canutama ausgegliedert.
Erhebliche Gebietsverluste erfuhr Tapauá 1981 durch die Ausgliederung der ebenfalls selbständig gewordenen Gemeinden  Itamarati (rund 25.260 km²), Camaruã und Auxiliadora.
Die Bevölkerung lebt vorwiegend vom Extraktivismus.

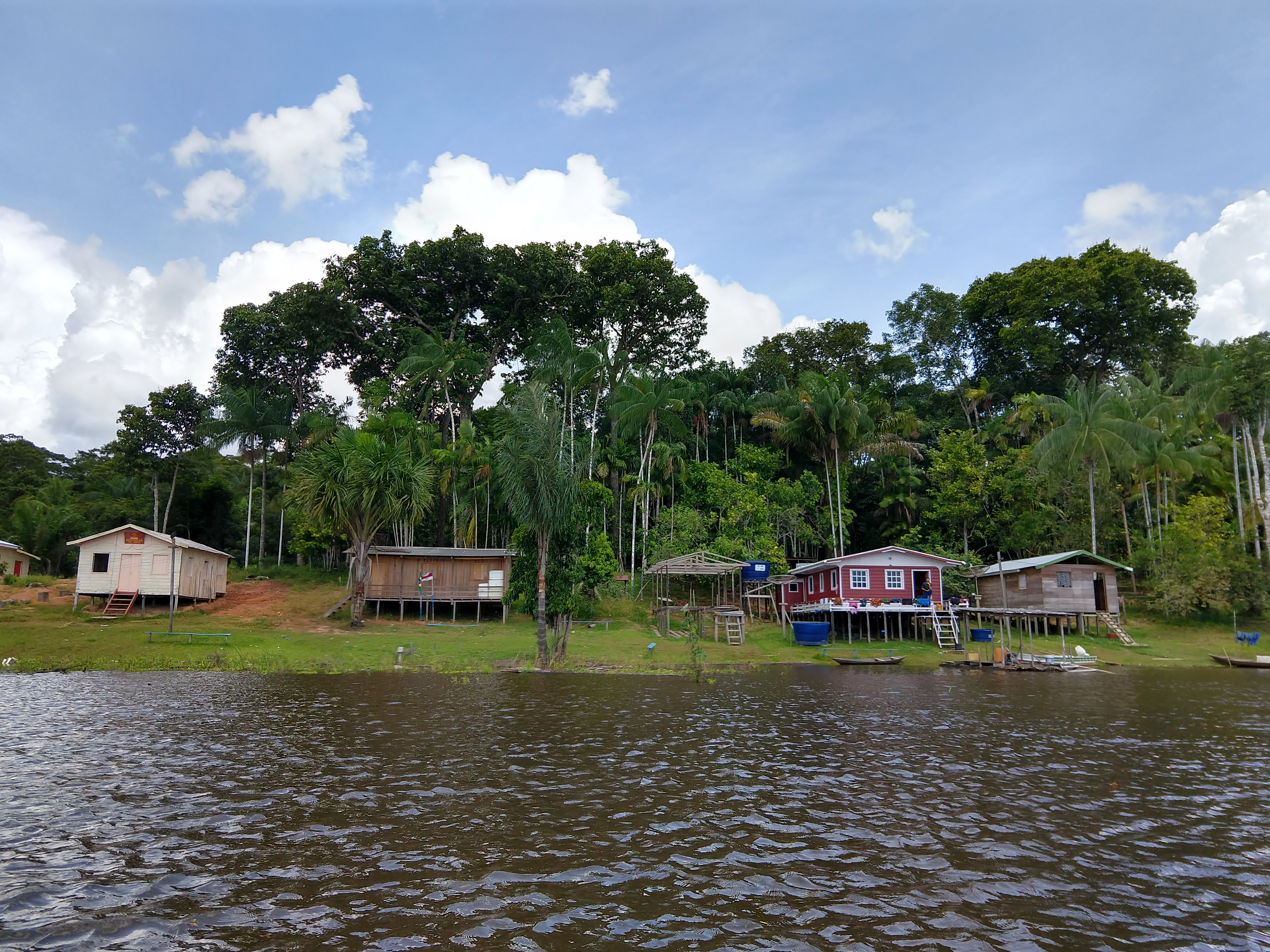
Beispiel für ein biologisches Reservat in Tapauá, IUCN-Kategorie Ia.: Reserva Biológica do Abufari

Zum Gemeindegebiet gehört neben anderen der Staatswald Floresta Estadual Tapauá.

Schutzgebiete im Purus-Madeira-Flussgebiet, hier: 9. Floresta Estadual Tapauá.

## Bevölkerung

### Bevölkerungsentwicklung
| Jahr | Einwohner | Stadt  | Land   |
| --- | --------- | ------ | ------ |
| 1960 | 8.024     | 271    | 7.753  |
| 1970 | 10.571    | 951    | 9.620  |
| 1980 | 16.710    | 2.142  | 14.568 |
| 1991 | 25.386    | 7.516  | 17.870 |
| 2000 | 20.595    | 9.414  | 11.181 |
| 2010 | 19.077    | 10.618 | 8.459  |
| 2021 | 16.876    | ?      | ?      |
| Hier fehlt eine Grafik, die leider im Moment aus technischen Gründen nicht angezeigt werden kann. Wir arbeiten daran! |           |        |        |

Quelle: IBGE (2011)

### Ethnische Zusammensetzung
Ethnische Gruppen nach der statistischen Einteilung des IBGE (Stand 2000 mit 20.595 Einwohnern, Stand 2010 mit 19.077 Einwohnern): Von diesen lebten 2010 10.618 Einwohner im städtischen Bereich und 8459 im ländlichen Raum und Regenwaldgebiet. Die Bevölkerung ist insgesamt rückläufig.
| Gruppe      | Anteil 2000 | Anteil 2010 | Anmerkung                        |
| ----------- | ----------- | ----------- | -------------------------------- |
| Brancos     | 5.377       | ▼ 3.893     | Weiße, Nachfahren von Europäern  |
| Pardos      | 12.004      | ▲ 12.681    | Mischrassige, Mulatten, Mestizen |
| Pretos      | 1.427       | ▼ 677       | Schwarze                         |
| Amarelos    | 48          | ▼ 43        | Asiaten                          |
| Indígenas   | 1.357       | ▲ 1.783     | indigene Bevölkerung             |
| ohne Angabe | 383         | –           |                                  |

In den 10 Terras Indígenas auf dem Gebiet des Munizips leben Angehörige der Ethnien Apuriña, Paumari, Banawá, Deni, Kulina, Jamamadi, Jarawara, Suruwaha sowie zwei Gruppen, die sich isolieren. Bis auf die Apurinã sprechen alle Sprachen der Familie Arawá.